# كأس رابطة الأندية الإنجليزية المحترفة 1983–84
كأس رابطة الأندية الإنجليزية المحترفة 1983–84 (بالإنجليزية: 1983–84 Football League Cup)‏ هو موسم من كأس رابطة الأندية الإنجليزية المحترفة. كان عدد الأندية المشاركة فيه 92، وفاز فيه نادي ليفربول.